# Нетрадиционная нефть
Нетрадиционная нефть (англ. Unconventional oil) — нефть, добываемая способом, который отличается от обычного или традиционного. 
Промышленная добыча нетрадиционной нефти началась сравнительно недавно. В настоящее время нетрадиционная добыча нефти зачастую является более дорогостоящей и энергоемкой, а некоторые виды имеют более серьёзные экологические последствия, чем традиционная добыча нефти. Его источниками являются битуминозные пески, горючие сланцы, биотопливо, термическая деполимеризация органических веществ и превращение угля или природного газа в жидкие углеводороды путём синтеза Фишера-Тропша. Эти нетрадиционные источники нефти вероятно, будут играть более важную роль в будущем, чем сегодня, учитывая, что мировые запасы нефти являются конечными.

## Определение нетрадиционной нефти
В 2013 году МЭА (Международное энергетическое агентство) в совместной публикации с Организацией экономического сотрудничества и развития отметило, что, хотя технологии и экономика меняются, определения традиционной и нетрадиционной нефти также меняются.
Обычная нефть — это категория, которая включает сырую нефть, природный газ и его конденсаты. Добыча сырой нефти в 2011 году оставалась на уровне примерно 70 миллионов баррелей в сутки. Нетрадиционная нефть состоит из широкого спектра жидких источников, включая  нефтеносные пески, тяжелую сырую нефть и другие жидкости. В целом, традиционная нефть легче и дешевле в производстве, чем нетрадиционная нефть. Однако категории «обычный» и «нетрадиционный» не остаются фиксированными, и с течением времени, по мере развития экономических и технологических условий, ресурсы, которые до сих пор считались нетрадиционными, могут мигрировать в обычную категорию.

## Разновидности нетрадиционных нефтей
По виду нетрадиционных коллекторов углеводородов различают:
- нефтеносные пески (Oil sands) — пески, которые имеют промышленно значимые запасы нефти (битумa).
- сланцевую нефть (shale oil) — нетрадиционная нефть, получаемая из горючих сланцев в результате пиролиза, гидрирования или термического растворения.
- нефть плотных коллекторов (Tight oil)- углеводородные ресурсы, состоящие из лёгкой нефти, находящейся в коллекторах с низкой проницаемостью.

Следует отличать tight oil от oil shale — нефтяных сланцев (горючих сланцев), богатых керогеном (твердые углеводороды), и от shale oil — сланцевой нефти, полученной из горючих сланцев.

### Нефтеносные пески
Нефтеносные пески, битуминозные пески (англ. Oil sands, oil-bearing sands, bituminous sands, нем. Erdölführender Sand m) — пески, которые имеют промышленно значимые запасы нефти.

### Добыча нефти из сланцев
Подробнее см. Shale oil extraction
С помощью термического воздействия на кероген, содержащийся в горючих сланцах, возможна добыча керогеновой нефти (сланцевой нефти). Она проводится двумя основными способами: обычным шахтным с последующей перегонкой (ex-situ process, низкоэффективен) либо добычей в пласте, когда нагревание производится непосредственно под землей (in-site process). В мире керогеновая нефть добывается в чрезвычайно небольших количествах.
Кроме керогеновой нефти, горючие сланцы как нефтематеринская порода содержат некоторое количество традиционной легкой нефти (Сланцевая нефть или англ. tight oil в терминологии Министерства энергетики США и Международного энергетического агентства) и газа, которые могут быть добыты с помощью многостадийного гидроразрыва пласта и наклонно-направленного бурения с протяженными горизонтальными участками. Часть легкой нефти и газа может мигрировать из сланцев в смежные низкопроницаемые коллекторы.

### Сланцевая нефть
Сланцевая нефть (сланцевое масло, англ. Shale oil) — нетрадиционная нефть, произведенная из горючих сланцев пиролизом , гидрированием или термическим растворением.

### Нефть плотных коллекторов
Нефть плотных коллекторов (англ. Tight oil, light tight oil) — нетрадиционная нефть низкопроницаемых коллекторов, (высоко) плотных коллекторов. Находится в сланцах, плотных песчаниках, известняках.

## Другие виды

### Высоковязкие тяжелые и очень тяжелые нефти
Тяжелая нефть (англ. Heavy (low-gravity, black) oil; нем. Schweröl) — нефть с высокой вязкостью и плотностью (более 885 кг / м при 20 ° C). Характерная повышенным содержанием асфальтено-смолистых веществ, преобладанием в её составе циклических углеводородов и низким содержанием легкокипящих фракций. Часто включает углеводородные соединения, содержащие серу, кислород, азот, а также соединения металлов (в основном ванадия, никеля, железа, хрома). Температура кипения В. Н. иногда превышает 200 ° C. Тяжелая нефть залегает в песчаниках, карбонатных или терригенных коллекторах.

### Аномально вязкие нефти
Аномально вязкие нефти (англ. Non-Newtonian viscous oils; нем. Erdöle mit Viskositätsanomalie) — нефти, которые не подлежат в своем течении закону вязкого трения Ньютона (так называемые неньютоновские нефти). Характеризуются аномалией вязкости при малых напряжениях сдвига, а также нарушением закона Дарси при фильтрации в пористой среде (подвижность нефти при малых градиентах давления очень низкая).
Разработка залежей аномально вязких нефтей осложняется образованием застойных зон, нефтеотдача при традиционных способах разработки низкая, вытеснение нефти водой приводит к быстрому обводнению добывающих скважин. Повышение нефтеизвлечения залежей аномально вязких нефтей достигается термическим действием на пласт путём закачки растворителей, углекислоты, полимерных растворов, созданием повышенных градиентов давления, выравниванием профилей приемистости. Для неглубоко залегающих залежей могут быть применены карьерный, шахтный и шахтно-скважинный способы разработки. Для транспортировки в трубопроводах аномально вязких нефтей на перекачивающих станциях подогревают, вводят в неё диспергаторы парафина.

## Тепловая деполимеризация
Термическая деполимеризация (TDP) имеет потенциал для восстановления энергии из существующих источников отходов, таких как нефтяной кокс, а также предварительно отработанных отходов. Этот процесс, который имитирует те, которые происходят в природе, использует тепло и давление для расщепления органических соединений и неорганических соединений методом, известным как Гидропиролиз (hydrous pyrolysis). Поскольку добыча энергии сильно отличается в зависимости от сырья, трудно оценить потенциальное производство энергии. По данным Changing World Technologies, Inc., этот процесс даже обладает способностью расщепления нескольких типов материалов, многие из которых являются ядовитыми как для людей, так и для окружающей среды.

## Сжижение угля
Очень перспективным является сжижение (гидрогенизация) угля с образованием жидкого топлива. Для производства 1 т нефти расходуется 2—3 т каменного угля, в период эмбарго ЮАР практически полностью обеспечивала себя топливом за счёт этой технологии.
Использование синтетического топлива процессов преобразования угля и природного газа может привести к большому количеству нетрадиционных жидких углеводородов и / или очищенных продуктов.
Четыре основные технологии сжижения угля, используемых для производства нетрадиционных нефтепродуктов и добытых продуктов из угля и газа, являются косвенными процессами преобразования процесс Фишера-Тропша и процесс Mobil (также известный как метанол в бензин), а прямые процессы преобразования процесс Бергиусa и процесс карики.
Sasol запустил завод по конверсии Фишера Тропша в Южной Африке с момента 1970-х.
В настоящее время крупные заводы по прямому сжижению угля расположены в КНР.